# Almeidea rubra
Almeidea rubra är en vinruteväxtart som beskrevs av St.-hil.. Almeidea rubra ingår i släktet Almeidea och familjen vinruteväxter. Inga underarter finns listade i Catalogue of Life.